# Біла (Опольське воєводство)
Бя́ла чи Бі́ла (пол. Biała, нім. Zülz, сіл. Biołŏ) — місто в південно-західній Польщі.
Належить до Прудницького повіту Опольського воєводства.

## Демографія
Демографічна структура станом на 31 березня 2011 року:
|          | Загалом | Допрацездатний вік | Працездатний вік | Постпрацездатний вік |
| -------- | ------- | ------------------ | ---------------- | -------------------- |
| Чоловіки | 1210    | 239                | 816              | 155                  |
| Жінки    | 1326    | 184                | 799              | 343                  |
| Разом    | 2536    | 423                | 1615             | 498                  |

## Міста-побратими
- Маріенгайде[4]
- Мєсто-Албрехтице[5]
- Влочіце[6]